# Croton adamantinus
Espèce
Classification APG III (2009)
Croton adamantinus est une espèce de plantes à fleurs du genre Croton et de la famille des Euphorbiaceae, originaire du Brésil (Minas Gerais).
Il a pour synonyme :
- Oxydectes adamantina (Müll.Arg.) Kuntze